# ژوزه تادئو مورو ژونیور
ژوزِه تادِئو موُرو ژونیور (به پرتغالی: José Tadeu Mouro Júnior) (زاده ۱ آوریل ۱۹۸۶) بازیکن فوتبال اهل برزیل است.
ژوزه تادئو مورو ژونیور در تیم‌های فوتبال سائو پائولو وپرسپولیس تهران سابقهٔ حضور دارد.